# Škrovada
Koordinati:   43°37′38″N, 15°40′47″EŠkrovada je majhen nenaseljen otoček šibeniškega arhipelaga v srednji Dalmaciji (Hrvaška).
Škrovada leži okoli 0,7 km južno od otoka Žirje. Njegova površina meri 0,053 km². Dolžina obalnega pasu je 1,01 km. Najvišja točka na otočku je visoka 6 mnm.